# Fylkisvöllur
El Estadio Fylkisvöllur es el nombre que recibe un recinto deportivo que es usado principalmente para la práctica de fútbol y que se encuentra ubicado en el distrito de Árbær de la ciudad de Reikiavik, la capital del país europeo de Islandia.
Actualmente se utiliza sobre todo para los partidos de fútbol del equipo local Fylkir. El estadio tiene capacidad para recibir a 4000 personas lo que lo hace uno de los 3 más grandes en la ciudad junto con Laugardalsvöllur y KR-völlur.